# سیارک ۲۴۲۱۱
سیارک ۲۴۲۱۱ (به انگلیسی: 24211 Barbarawood، نامگذاری:1999XD53) بیست و چهار هزار و دویست و یازدهمین سیارک کشف شده‌است که در ۷ دسامبر ۱۹۹۹ کشف شد.
قدر مطلق سیارک برابر ۱۰.۲ است.